# Grassi-Seen
Die Grassi-Seen (englisch Grassi Lakes) befinden sich in der Nähe des Banff-Nationalparks in Alberta, Kanada. 
Benannt wurden sie nach dem Minenarbeiter, Bergsteiger und Parkwärter Lorenzo (Lawrence) Grassi, der von 1930 bis zu seinem Tod 1985 in dem nahegelegenen Ort Canmore arbeitete. Die beiden Seen haben keine oberirdischen Zuflüsse, sondern werden durch unterirdischen Abfluss gespeist. Geologisch gesehen befinden sie sich auf Gestein der Flume-Formation. Die am See gelegenen Felsen, die als Bioherme aus Kalkstein bestehen, wurden ursprünglich im Devon von Stromatoporen als Riffkörper gebildet. Sie stellen einen Aufschluss der darüberliegenden Cairn-Formation dar. Durch unzählige leuchtende Algen auf dem Grund wird eine blaue und grüne Farbe hervorgerufen.